# 3690 Larson
3690 Larson eller 1981 PM är en asteroid i huvudbältet som upptäcktes den 3 augusti 1981 av den amerikanske astronomen Edward L.G. Bowell vid Anderson Mesa Station. Den är uppkallad efter den amerikanske astronomen Stephen M. Larson.
Asteroiden har en diameter på ungefär 4 kilometer och den tillhör asteroidgruppen Flora.